# Râul Măgura, Sbârcioara
Râul Măgura este un afluent al râului Sbârcioara. Se formează la confluența brațelor Valea cu Apă și Rogozu

## Hărți
- Harta județului Brașov